# Henry Thynne (Politiker, um 1644)
Henry Frederick Thynne (* um 1644; † 1705) war ein englischer Politiker und Höfling.
Henry Frederick Thynne entstammte der englischen Familie Thynne. Er war der jüngste Sohn von Henry Frederick Thynne, 1. Baronet und von Mary Coventry, einer Tochter von Thomas Coventry, 1. Baron Coventry und Elizabeth Aldersey. Er machte Karriere als Höfling und wurde Sekretär des Privy Council sowie Under-Secretary of State. Daneben verwaltete er die königliche Bibliothek im St James’s Palace, wobei er die eigentliche Arbeit Bibliothekaren wie Richard Bentley überließ, und war Treasurer von Königin Katharina von Braganza, die jedoch nach dem Tod ihres Gatten Karl II. wieder in Portugal lebte und 1705 starb.
Er heiratete Dorothy Philips, eine Tochter des Anwalts Francis Philips aus Kempton Park in Sunbury in Middlesex. Er hatte mit ihr mehrere Kinder:
- Thomas Thynne († 1710) ⚭ Lady Mary Villiers
- Dorothy Thynne (1692–1777) ⚭ John Howe, 1. Baron Chedworth

Sein Enkel Thomas Thynne, der 1710 nach dem Tod seines Sohnes Thomas postum geboren wurde, wurde nach dem Tod von Henry Thynnes Bruder Thomas Thynne, 1. Viscount Weymouth 1714 Erbe der Ländereien der Familie Thynne und der Titel seines Bruders.